# 青木長三郎
青木 長三郎（あおき ちょうさぶろう）は、戦国時代の武将。德川義直の家臣。清三郎、安太夫とも。

## 経歴
青木長三郎は伊賀越えに随行し、家康御側五人の一人となった。
徳川義直は初め甲斐を領し、後、尾張に移封せられたが、長三郎も随って尾張に移り、子孫代々尾州家に仕えた。
その後は御側衆3500石に取り立てられ大出世した。